# Дискография Hooverphonic
Дискография бельгийской группы «Hooverphonic» состоит из 8 студийных альбомов, 1 концертного альбома, 1 мини-альбома, 1 сборника альбомов и нескольких синглов.

## Альбомы

### Студийные альбомы
| A New Stereophonic Sound Spectacular (как «Hoover»)                              | - Релиз: 29 июля 1998 - Лейбл: Columbia - Форматы: Цифровая дистрибуция, CD          | 17 | 32 | —  | —   | —  |                      |
| Blue Wonder Power Milk                                                           | - Релиз: 11 августа 1998 - Лейбл: Epic - Форматы: Цифровая дистрибуция, CD           | 7  | 32 | —  | —   | —  |                      |
| The Magnificent Tree                                                             | - Релиз: 26 сентября 2000 - Лейбл: Epic - Форматы: Цифровая дистрибуция, CD          | 2  | 3  | —  | 124 | —  | - BEL: 2x Платиновый |
| Hooverphonic Presents Jackie Cane                                                | - Релиз: 28 октября 2002 - Лейбл: Columbia - Форматы: Цифровая дистрибуция, CD       | 1  | 2  | 87 | 113 | —  | - BEL: Платиновый    |
| No More Sweet Music/More Sweet Music                                             | - Релиз: 14 ноября 2005 - Лейбл: Sony Music - Форматы: Цифровая дистрибуция, CD      | 2  | 6  | —  | —   | 99 | - BEL: Золотой       |
| The President of the LSD Golf Club                                               | - Релиз: 2007 - Лейбл: PIAS - Форматы: Цифровая дистрибуция, CD                      | 4  | 8  | —  | —   | 99 | - BEL: Золотой       |
| The Night Before                                                                 | - Релиз: 29 ноября 2010 - Лейбл: Sony Music - Форматы: Цифровая дистрибуция, CD      | 2  | 9  | 34 | —   | —  | - BEL: Платиновый    |
| Reflection                                                                       | - Релиз: 15 ноября 2013 - Лейбл: Sony Music - Форматы: Цифровая дистрибуция, CD      | 1  | 6  | 51 | —   | —  | - BEL: Платиновый    |
| In Wonderland                                                                    | - Релиз: 11 марта 2016 - Лейбл: Sony Music - Форматы: Цифровая дистрибуция, CD       | 1  | 2  | 26 | —   | —  | - BEL: Золотой       |
| Looking for Stars                                                                | - Релиз: 16 ноября 2018 - Лейбл: Universal Music - Форматы: Цифровая дистрибуция, CD | 4  | 20 | 74 | —   | —  | - BEL: Золотой       |
| Hidden Stories                                                                   | - Релиз: 7 мая 2021 - Лейбл: Universal Music - Форматы: Цифровая дистрибуция, CD     | 1  | 2  | 26 | —   | —  |                      |
| «—» обозначает альбом, который не попал в чарты страны или не был выпущен в ней. |                                                                                      |    |    |    |     |    |                      |

### Концертные альбомы
| Sit Down and Listen to Hooverphonic                                              | - Релиз: 16 декабря 2003 - Лейбл: Columbia Records - Форматы: Цифровая дистрибуция, CD, DVD | 4 | 12 | 93 |
| Hooverphonic with Orchestra Live                                                 | - Релиз: 26 октября 2012 - Лейбл: Columbia Records - Цифровая дистрибуция, CD, DVD          | 1 | 11 | —  |
| «—» обозначает альбом, который не попал в чарты страны или не был выпущен в ней. |                                                                                             |   |    |    |

### Сборники альбомов
| Singles '96-'06                                                                   | - Релиз: 21 ноября 2006 - Лейбл: Sony BMG - Форматы: Цифровая дистрибуция, CD        | 8 | 22 | —  |
| Hooverphonic with Orchestra                                                       | - Релиз: 23 марта 2012 - Лейбл: Columbia Records - Форматы: Цифровая дистрибуция, CD | 1 | 5  | 69 |
| The Best of Hooverphonic                                                          | - Релиз: 21 октября 2016 - Лейбл: Sony Music - Форматы: Цифровая дистрибуция, CD     | 3 | 6  | —  |
| «—» обозначает сборник, который не попал в чарты страны или не был выпущен в ней. |                                                                                      |   |    |    |

## Мини-альбом
| Название  | Детали                                                     |
| --------- | ---------------------------------------------------------- |
| Battersea | - Релиз: 1998 - Лейбл: Epic - Формат: Цифровая дистрибуция |

## Синглы

### Как ведущие исполнители
| «2Wicky»                                                                        | 1996 | —  | —  | —   | —  | —  | 90  | A New Stereophonic Sound Spectacular |
| «Wardrope»                                                                      | 1996 | —  | —  | —   | —  | —  | —   | A New Stereophonic Sound Spectacular |
| «Inhaler»                                                                       | 1996 | —  | —  | —   | —  | —  | —   | A New Stereophonic Sound Spectacular |
| «Barabas»                                                                       | 1996 | —  | —  | —   | —  | —  | —   | A New Stereophonic Sound Spectacular |
| «Club Montepulciano»                                                            | 1998 | —  | —  | —   | —  | —  | —   | Blue Wonder Power Milk               |
| «Eden»                                                                          | 1998 | 62 | 12 | —   | —  | —  | —   | Blue Wonder Power Milk               |
| «This Strange Effect»                                                           | 1998 | —  | —  | —   | —  | —  | —   | Blue Wonder Power Milk               |
| «Lung» (remix)                                                                  | 1998 | —  | —  | —   | —  | —  | —   | Blue Wonder Power Milk               |
| «Mad About You»                                                                 | 2000 | 23 | 35 | 83  | 39 | 8  | 104 | The Magnificent Tree                 |
| «Vinegar & Salt»                                                                | 2000 | 56 | 53 | —   | —  | —  | —   | The Magnificent Tree                 |
| «Out of Sight (Best Friends)»                                                   | 2001 | 61 | 60 | —   | —  | 32 | —   | The Magnificent Tree                 |
| «Jackie Cane»                                                                   | 2001 | 53 | 58 | 100 | —  | —  | —   | The Magnificent Tree                 |
| «The World is Mine»                                                             | 2002 | 48 | 54 | —   | —  | 45 | —   | Hooverphonic Presents Jackie Cane    |
| «Sometimes»                                                                     | 2002 | 36 | 52 | 69  | —  | —  | —   | Hooverphonic Presents Jackie Cane    |
| «One»                                                                           | 2003 | 61 | 67 | —   | —  | —  | —   | Hooverphonic Presents Jackie Cane    |
| «The Last Thing I Need Is You»                                                  | 2003 | 52 | 62 | —   | —  | —  | —   | Sit Down and Listen to Hooverphonic  |
| «Wake Up»                                                                       | 2005 | 52 | 56 | —   | —  | —  | —   | No More Sweet Music                  |
| «You Hurt Me»                                                                   | 2006 | 44 | 54 | —   | —  | —  | —   | No More Sweet Music                  |
| «Dirty Lenses» (remix)                                                          | 2006 | 61 | 56 | —   | —  | —  | —   | No More Sweet Music                  |
| «We All Float»                                                                  | 2006 | —  | —  | —   | —  | —  | —   | No More Sweet Music                  |
| «Expedition Impossible»                                                         | 2007 | 30 | 54 | —   | —  | —  | —   | The President of the LSD Golf Club   |
| «Gentle Storm»                                                                  | 2007 | 54 | 67 | —   | —  | —  | —   | The President of the LSD Golf Club   |
| «Circles»                                                                       | 2008 | 73 | —  | —   | —  | —  | —   | The President of the LSD Golf Club   |
| «50 Watt»                                                                       | 2008 | —  | —  | —   | —  | —  |     | The President of the LSD Golf Club   |
| «The Night Before»                                                              | 2010 | 3  | 5  | 97  | —  | —  | —   | The Night Before                     |
| «Anger Never Dies»                                                              | 2011 | 5  | 22 | —   | —  | 15 | —   | The Night Before                     |
| «One Two Three»                                                                 | 2011 | 48 | 56 | —   | —  | 26 | —   | The Night Before                     |
| «Heartbroken»                                                                   | 2011 | 55 | 65 | —   | —  | —  | —   | The Night Before                     |
| «Happiness»                                                                     | 2012 | 40 | 54 | —   | —  | —  | —   | Hooverphonic with Orchestra          |
| «Unfinished Sympathy»                                                           | 2012 | 27 | 58 | —   | —  | —  | —   | Hooverphonic with Orchestra          |
| «Renaissance Affair» (2012)                                                     | 2012 | 58 | 69 | —   | —  | —  | —   | Hooverphonic with Orchestra          |
| «George’s Café»                                                                 | 2012 | 80 | —  | —   | —  | —  | —   | Hooverphonic with Orchestra          |
| «Amalfi»                                                                        | 2013 | 4  | 5  | —   | —  | —  | —   | Reflection                           |
| «Ether»                                                                         | 2014 | 54 | 52 | —   | —  | —  | —   | Reflection                           |
| «Boomerang»                                                                     | 2014 | 56 | 70 | —   | —  | —  | —   | Reflection                           |
| «ABC of Apology»                                                                | 2014 | —  | —  | —   | —  | —  | —   | Reflection                           |
| «Gravity»                                                                       | 2014 | 54 | 77 | —   | —  | —  | —   | Reflection                           |
| «Badaboum» (с участием Эмили Сатт и Литло Тунзом)                               | 2015 | 3  | 7  | —   | —  | —  | —   | In Wonderland                        |
| «I Like the Way I Dance»                                                        | 2016 | 23 | 36 | —   | —  | —  | —   | In Wonderland                        |
| «Hiding in a Song»                                                              | 2016 | 35 | 67 | —   | —  | —  | —   | In Wonderland                        |
| «You»                                                                           | 2016 | 26 | 55 | —   | —  | —  | —   | In Wonderland                        |
| «Romantic»                                                                      | 2018 | 14 | 19 | —   | —  | —  | —   | Looking for Stars                    |
| «Uptight»                                                                       | 2018 | 17 | 21 | —   | —  | —  | —   | Looking for Stars                    |
| «Looking for Stars»                                                             | 2019 | 35 | 62 | —   | —  | —  | —   | Looking for Stars                    |
| «Horrible Person»                                                               | 2019 | 52 | 79 | —   | —  | —  | —   | Looking for Stars                    |
| «Release Me»                                                                    | 2020 | 21 | 61 | —   | —  | —  | —   | Внеальбомные синглы                  |
| «Summer Sun»                                                                    | 2020 | 39 | 51 | —   | —  | —  | —   | Внеальбомные синглы                  |
| «Mad About You» (2020)                                                          | 2020 | 50 | 73 | —   | —  | —  | —   | Внеальбомные синглы                  |
| «The Wrong Place»                                                               | 2021 | 7  | 39 | —   | —  | —  | —   | Hidden Stories                       |
| «—» обозначает сингл, который не попал в чарты страны или не был выпущен в ней. |      |    |    |     |    |    |     |                                      |

### Как приглашённые исполнители
| Год  | Название                                                                  | Высшие позиции | Альбом         |
| Год  | Название                                                                  | BEL            | Альбом         |
| ---- | ------------------------------------------------------------------------- | -------------- | -------------- |
| 2009 | «Mijn leven» (Энди Сиренс, известный как Vijvenveertig, и «Hooverphonic») | 1              | Ne stap verder |

## Другой репертуар

### Дань памяти
| Год  | Название            | Оригинальный исполнитель(-и) | Альбом                                                    |
| ---- | ------------------- | ---------------------------- | --------------------------------------------------------- |
| 1998 | «Shake the Disease» | Depeche Mode                 | For the Masses: An Album of Depeche Mode Songs            |
| 2008 | «In Bloom»          | Nirvana                      | Rendez Vous — 25 Unieke Covers Uit 25 Jaar Studio Brussel |

### Саундтреки
| Год  | Название                 | Фильм                                        |
| ---- | ------------------------ | -------------------------------------------- |
| 1996 | «2 Wicky» (как «Hoover») | Ускользающая красота                         |
| 1997 | «2 Wicky»                | Я знаю, что вы сделали прошлым летом         |
| 1998 | «Eden»                   | Я всё ещё знаю, что вы сделали прошлым летом |
| 1998 | «2 Wicky»                | Вечная полночь                               |
| 1999 | «Shades»                 | Глазами убийцы                               |
| 2002 | «Inhaler»                | C.S.I.: Место преступления                   |